# Герман фон Шпонгейм
Герман фон Шпонгейм (Hermann von Sponheim) (ум. 22 июля 1118) — бургграф и фогт Магдебурга с 1080.
Младший из 4 сыновей Зигфрида, маркграфа Венгерской марки и графа в Пустертале (ум. 05.07.1065) и его жены Рихгарды (ум. 1072). Брат магдебургского архиепископа Хартвига.
Бургграф Магдебурга и фогт архиепископства с приблизительно 1080 года, когда достиг совершеннолетия. Впервые упоминается в этом качестве в документе, написанном между 1091 и 1098 годами.
Дочь (единственный ребёнок) — Рихгарда фон Шпонгейм (ум. 1151) унаследовала владения отца в Рейнской области. Муж — Рудольф I фон Штаде (ум. 07.12.1124), граф фон Штаде, маркграф Северной марки.
После смерти Германа фон Шпонгейма должность бургграфа Магдебурга получил Випрехт фон Гройч.